# ImageReady
ImageReady était un logiciel créé par Adobe Systems, vendu avec Adobe Photoshop. Il permet de réaliser l'animation de plusieurs images ou de générer et optimiser automatiquement un code HTML à partir d'une création importée de Adobe Photoshop
Depuis la sortie de la suite Creative Suite 3, ImageReady n'est plus développé. Il a en effet été remplacé par Adobe Fireworks et n'est donc plus vendu avec Adobe Photoshop.